# Gilów (Sainte-Croix)
Pour les articles homonymes, voir Gilów.
Gilów est une localité polonaise de la gmina de Bliżyn, située dans le powiat de Skarżysko en voïvodie de Sainte-Croix.